# Musique de genre
L'expression musique de genre a été utilisée régulièrement sur les partitions et les disques, notamment au début du XXe siècle. On trouve aussi très fréquemment l'intitulé pièces de genre. Il s'agit d'un sous-genre de la musique de divertissement.
Les musiques de genre sont une grande catégorie dans laquelle on fait rentrer un certain nombre de pièces de caractère imitatives et descriptives. Cela notamment pour évoquer des scènes pittoresques (paysages champêtres, carillons, chemins de fer, moulins, fées, oiseaux et autres animaux).

## Historique
Particulièrement présentes sur les 78 tours des années 1930 en étant interprétées par des petits orchestres typiques où le xylophone était souvent à l'honneur et accentuées par les illustrations musicales des dessins animés de Walt Disney, ces œuvres furent davantage jouées dans les années 1950-1960 par des grands orchestres de musique légère, orgues limonaires, fanfares ou harmonies, orchestres à plectres de mandolines, ainsi que les ensembles de salon par exemple.

## Compositions et compositeurs
Voici quelques pièces typiques :
- Le Moulin de la forêt noire (Richard Eilenberg)
- Le siffleur et son chien (Arthur Pryor)
- La machine à écrire, L'horloge syncopée (Leroy Anderson)
- Sur un marché persan, Cloches à travers la prairie (Albert Ketèlbey)
- Parade des soldats de bois (Parade der Zinnsoldaten) (Leon Jessel)
- Gavotte des vers luisants (Paul Linke)
- Orient Express, Ski-schuss, Concorde (Franck Pourcel)
- Dans la forêt verte, Parade des gnomes, Sérénade à la Mule, Rocking Horse galop
- Le galop du Cor de postillon, Parade des moineaux, Le petit train du Gottard, Marche des esquimaux
- Les scènes féeriques du ballet de Loie Fuller (La carriole, La parade des jouets)
- Danse des sauterelles, Dans un magasin d'horlogerie, Course en traîneau à Saint-Pétersbourg
- Jeux de la poupée peinte, L'ours grognon, L'abeille, le Coucou dans la pendule

Parmi les pièces descriptives des compositeurs viennois, citons : Sous le tonnerre et les éclairs, A toute vapeur, Trish-Trash polka, Valse des libellules, Flocons de neige, Vive les Hongrois.

## Ensembles et orchestres notables
Toutes ces pièces étaient souvent interprétées par des orchestres dont les chefs étaient eux-mêmes compositeurs (Leroy Anderson, Paul Bonneau, Albert Ketèlbey).
Dans les autres ensembles, citons :
- le Grand Orchestre bohémien
- l'Orchestre Karl Grell
- le Médaillon Concert Band

## Chansons descriptives
Le Muletier de Patrice et Mario, La source d'Isabelle Aubret,  Il pleut dans ma chambre de Charles Trenet, L'eau vive de Guy Béart, Le petit pont de bois d'Yves Duteil, À bicyclette d'Yves Montand, Le petit jardin de Jacques Dutronc, La Diligence d'André Claveau, Le petit cordonnier de Francis Lemarque, Jacques Lantier (chansons de la belle époque)